# Gathering speed
Gathering speed is het vierde studioalbum van de Engelse progressieve-rockband Big Big Train. Het album werd in 2004 uitgebracht op het eigen label Treefrog. Gathering speed werd opgedragen aan de leden van de Britse luchtstrijdkrachten (airmen and women) die stierven tijdens de Slag om Engeland.

## Stijl
Gathering speed is een conceptalbum dat het verhaal vertelt van een piloot wiens Spitfire in 1940 wordt neergeschoten tijdens een combat air patrol. De band gaf hints weg dat het album tevens bedoeld was als hommage aan de progressieve rock uit de jaren zeventig van de 20e eeuw; dit is vooral terug te vinden in het gebruik van de twaalfsnarige akoestische gitaar en mellotron. Opnamen vonden plaats in Garden Room te Bournemouth; drums werden elders opgenomen (Aubitt Studio van Aubrey). Het album is gestoken in een hoesontwerp van Jim Trainer en laat een militair vliegtuig zien boven een stadsplattegrond.

## Ontvangst
Martien Koolen van Dutch Progressive Rock Pages vergeleek direct bij uitkomst de sound van het gitaarspel op het nummer High tide, last stand met dat van Steve Howe (Yes). Het stemgeluid van zanger Sean Filkins viel hem tegen. Het album bevat volgens hem werk waarin te veel gezongen wordt, te veel folk-invloeden te horen zijn en maar weinig progressieve-rockcomposities voorbij komen.
Dick van der Heijde van ProgWereld kwam in 2007 met andere vergelijkingen. Hij zag meer overeenkomsten met Genesis uit de jaren 70 en noemde het nostalgie naar de muziek van die tijd. Hij had ook minder te klagen over de stem van Sean Filkins.

## Musici
- Ian Cooper – toetsinstrumenten
- Sean Filkins – zang, bluesharp, percussie
- Steve Hughes – drumstel, percussie
- Andy Poole - basgitaar
- Greg Spawton – gitaren, toetsinstrumenten, zang

Met
- Laura Murch - zang

## Muziek
Alle teksten zijn geschreven door Spawton met bijdragen van Filkins. 
| Nr. | Titel                    | Muziek                          | Duur  |
| --- | ------------------------ | ------------------------------- | ----- |
| 1.  | High tide, last stand    | Spawton, Poole, Hughes, Filkins | 7:06  |
| 2.  | Fighter command          | Spawton, Poole, Hughes, Filkins | 10:44 |
| 3.  | The road much further on | Spawton, Poole, Filkins         | 8:39  |
| 4.  | Sky flying on fire       | Spawton, Poole, Hughes          | 6:04  |
| 5.  | Pell mell                | Spawton, Poole, Hughes          | 6:36  |
| 6.  | Powder monkey            | Spawton, Poole, Filkins         | 9:08  |
| 7.  | Gathering speed          | Spawton, Poole                  | 7:23  |